# 안바리
안바리(1126년~1189년, 페르시아어: انوری)는 중세 페르시아 송시(頌詩) 시인이다.
아비바르드에서 태어나 투스에서 배웠다. 셀주크 왕조 말기의 술탄 산자르를 섬긴 저명한 궁정시인으로 점성술에 뛰어났고 최고의 송시 시인으로 평가된다. 오구즈 터키족의 침입을 읊은 <호라산의 눈물>이란 제목을 붙인 시가 특히 유명하다. <안바리 시집>에는 서정시도 제법 많이 포함되어 있어 비범한 시재(詩才)를 보여준다.

## 같이 보기
- 페르시아 문학